# Pelidnota rostrata
Pelidnota rostrata är en skalbaggsart som beskrevs av Hermann Burmeister 1844. Pelidnota rostrata ingår i släktet Pelidnota och familjen Rutelidae. Inga underarter finns listade i Catalogue of Life.